# Институт медицинской реабилитации детей с поражением центральной нервной системы имени Януша Корчака
Институт медицинской реабилитации детей с поражением центральной нервной системы имени Януша Корчака — негосударственное благотворительное лечебное учреждение в Одессе, оказывающее медицинскую помощь детям-инвалидам с различными формами органических поражений и функциональных расстройств головного мозга.

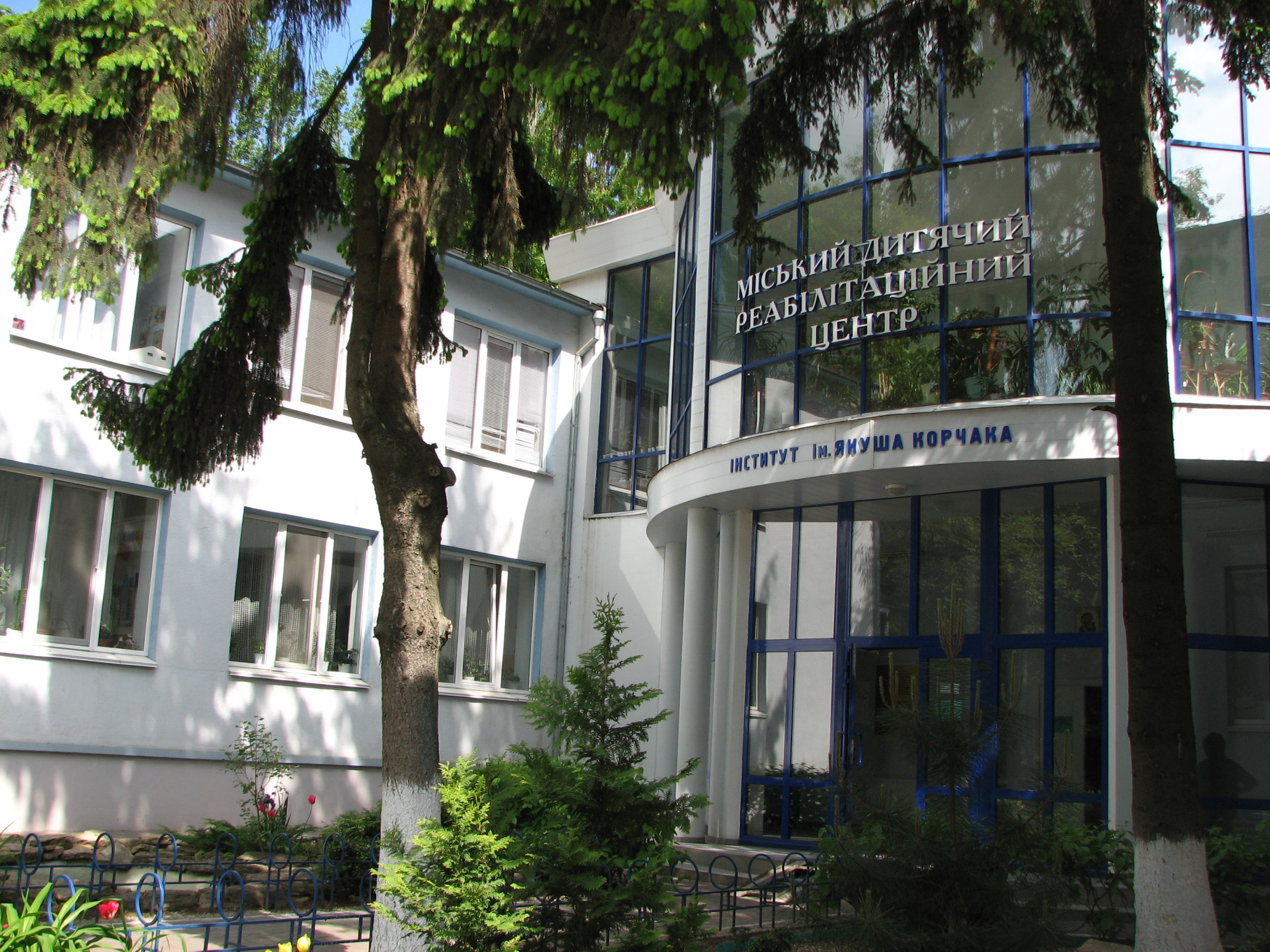

Учрежден Фондом социальной помощи имени доктора Ф. П. Гааза 9 июня 1989 г. по инициативе О. Д. Кутателадзе и А. Г. Мучника.

## История создания
Назван в память о польском педагоге, писателе, враче и общественном деятеле Януше Корчаке
26 ноября 2005 г. изменил название на Институт реабилитации лиц с отклонениями в психофизическом развитии имени Януша Корчака.
С момента создания руководителем Института является доктор медицинских наук, профессор, эксперт Детского фонда ООН Ирина Викторовна Галина.

## Медицинская деятельность
За время своей деятельности Институт оказал медицинскую помощь более 12 тысячам людей с умственной отсталостью, детским церебральным параличом, аутизмом и другими формами органических поражений и функциональных расстройств головного мозга.
В институте осуществляет комплексную реабилитацию инвалидов, в том числе по авторским методикам, разработанным сотрудниками института.
В 2000 году на базе института был создан городской базовый центр социальной реабилитации детей с инвалидностью, где функционирует отделение ранней реабилитации, детский сад, группы дневного пребывания и обучения, группы профессионального обучения и специализированная мастерская, в которой 40 инвалидов этого профиля получают трудовые навыки и рабочие места.
В 2014 году институтом было открыто первое на Украине социальное общежитие взрослых лиц с особыми потребностями. Общежитие рассчитано на постоянное поддерживаемое проживание 12 человек обоего пола с инвалидностью. При общежитии имеется кризисный центр на два места для временного пребывания инвалида в случае болезни родителей/опекунов, необходимости их временного отсутствия или иной ситуации.
С помощью института были созданы реабилитационные центры, центры ранней реабилитации, профессионального обучения в Болграде, Рени, Белгород-Днестровском. Институт оказывает помощь в обучении и повышении квалификации сотрудников, в обеспечении их необходимым оборудованием, учебными пособиями для детей и методической литературой.